# SN 2005ir
SN 2005ir – supernowa typu Ia odkryta 28 października 2005 roku w galaktyce A011643+0047. W momencie odkrycia miała maksymalną jasność 21,10m.